# Платоспроможність
Платоспроможність - здатність суб'єкта економічної діяльності погашати свої довготермінові зобов'язання. Часто характеризується коефіцієнтом заборгованості.

## Банківська сфера
Платоспроможність банку – спроможність банку виконати законні вимоги кредиторів. Платоспроможність характеризується рівнем забезпеченості фінансових зобов’язань банку власним капіталом. Коефіцієнт платоспроможності банку розраховується як відношення власного капіталу банку до активів, зважених на ризик. Неплатоспроможність банку визначається як його неспроможність протягом одного місяця в повному обсязі виконати законні вимоги кредиторів через відсутність коштів або зменшення розміру капіталу банку до суми, що становить менше третини суми, встановленої Національним банком як мінімально необхідної.

## У страхуванні
Платоспроможність страховика (страхової компанії) – це об’єктивний показник його поточного фінансового стану шляхом його прогнозування в осяжному майбутньому. Інакше, це можливість виконання в осяжному майбутньому його зобов’язань завдяки тим активам, які є в розпорядженні страховика, являють собою реальні цінності, а тому є ліквідними.